# 롤리 셸던
롤랜드 프랭크 셸던(영어: Roland Frank Sheldon, 1936년 12월 17일~)은 미국의 프로 야구 선수로, 포지션은 투수였다. 1961년부터 1966년까지 메이저 리그 베이스볼(MLB)의 뉴욕 양키스, 캔자스시티 애슬레틱스, 보스턴 레드삭스에서 뛰었다. 1961년 월드 시리즈와 1962년 월드 시리즈에 출전하지는 않았으나, 뉴욕 양키스 선수단의 일원으로 월드 시리즈 우승을 경험했다. 1964년 월드 시리즈에도 출전했다.